# Дьяконов, Анатолий Александрович
Анатолий Александрович Дьяконов (11 (24) июня 1907, хутор Зимняцкий, область Войска Донского — 8 августа 1972 года, Москва) — советский военачальник, генерал-лейтенант (8 сентября 1945 года). Герой Советского Союза (21 марта 1940 года).

## Начальная биография
Родился 11 (24) июня 1907 на хуторе Зимняцкий ныне Серафимовичского района Волгоградской области. Сын священнослужителя,— потомок донских казаков(отец его был дьячком). Воспитывался в детском доме. Окончил среднюю школу. Много занимался спортом, участвовал во всесоюзных соревнованиях. После школы работал инструктором физкультуры Николаевского райкома комсомола Сталинградской губерния, с июля 1926 — пионервожатым и инструктором физкультуры Ленинского райкома комсомола в Ростове-на-Дону.

## Военная служба в довоенное время
В ноябре 1929 года был призван в ряды РККА и направлен в команду одногодичников 84-й стрелковый полк (28-я Горская Краснознамённая горнострелковая дивизия, Северокавказский военный округ). В 1930 году экстерном сдал экзамен на должность командира взвода, служил на должностях командира стрелкового и учебного взводов, командира стрелковой роты и командира разведывательной роты в этом полку. Полк дислоцировался в городе Владикавказ (с 1931 года — г. Орджоникидзе). В 1929—1930 и в 1932 годах принимал участие в боевых действиях против банд на территории Чечни и Ингушетии. В 1936 году заочно окончил Военную электротехническую академию РККА имени С. М. Будённого. В августе 1938 года назначен на должность помощника начальника штаба 88-го горнострелкового полка в составе этой же дивизии (Грозный). В эти годы много занимался военным альпинизмом, покорил Казбек и несколько других вершин Главного Кавказского хребта.
В августе 1939 года назначен на должность начальника 2-й части штаба 114-й стрелковой дивизии (Забайкальский военный округ), в составе которой принимал участие в боевых действиях на Халхин-Голе.
В январе 1940 года капитан Дьяконов назначен на должность командира 60-го отдельного лыжного батальона (7-я армия, Северо-Западный фронт). Принимал участие в боевых действиях в ходе советско-финской войны, совершил со своими лыжниками несколько разведывательно-диверсионных рейдов по финским тылам. В конце февраля во время боёв за озеро Туппурансари во главе группы воинов совершил ночной лыжный марш в 25 километров, вышел в тыл противника и захватил позиции на острове, выбив с них части бригады «шюцкора». Затем лыжники удерживали остров до подхода основных сил, отбив несколько атак и уничтожив до 300 финских солдат, что обеспечило батальону выполнение боевой задачи.
В последних числах февраля 1940 года назначен командиром 284-го мотострелкового полка той же 86-й стрелковой дивизии. В бою 8 марта на подступах к Выборгу был тяжело ранен, но продолжал командовать полком и эвакуирован только после окончания боя.
Указом Президиума Верховного Совета СССР от 21 марта 1940 года за образцовое выполнение боевых заданий командования и проявленные при этом отвагу и геройство капитану Анатолию Александровичу Дьяконову присвоено звание Героя Советского Союза с вручением ордена Ленина и медали «Золотая Звезда».
В мае 1940 года назначен на должность командира 380-го стрелкового полка 117-й стрелковой дивизии (Северокавказский военный округ, полк размещался в городе Каменск-Ростовский). В том же году вступил в ряды ВКП(б). Весной 1941 года убыл на учёбу в Военную академию РККА имени М. В. Фрунзе

## Участие в Великой Отечественной войне
С началом войны находился а академии, в направлении на фронт ему было отказано, только переведён на ускоренный курс обучения. Окончил Военной академии имени М. В. Фрунзе в сентябре и 19 октября 1941 года назначен на должность командира 27-й отдельной курсантской стрелковой бригады, формировавшейся в городе Павлово (Горьковская область), а затем принимавшей участие в боевых действиях в ходе битвы за Москву на Калининском фронте.
В январе 1942 года назначен на должность командира 257-й стрелковой дивизии, которая участвовала в Торопецко-Холмской и Великолукской наступательных операциях. Отличился при штурме города Великие Луки. Когда в уличных боях в заранее подготовленном к обороне городе наступление замедлилось, командир дивизии Дьяконов сформировал в каждом батальоне особые штурмовые группы, усилив их артиллерией прямой наводки и сапёрами. В результате каждый день удавалось отбить от нескольких домов до целых кварталов, кольцо окружения немецкого гарнизона неумолимо сжималось. За эту операцию Дьяконов был награждён орденом Суворова 2 степени, а дивизия приказом Наркома СССР 18 апреля 1943 года за проявленные личным составом в боях мастерство и мужество была преобразована в 91-ю гвардейскую стрелковую дивизию. Тогда же, 27 января 1943 года, А. А. Дьяконову присвоено воинское звание генерал-майор.
В марте 1943 года назначен на должность заместителя командующего 43-й армии, а 30 июня — на должность заместителя командующего 4-й ударной армии (обе армии в составе Калининского фронта), однако в должность не вступил и 20 июля того же года назначен командиром 83-го стрелкового корпуса 39-й армии. Корпус принимал участие в Смоленской, Духовщинско-Демидовской и Невельской наступательных операций, с октября вёл наступательные боевые действия на витебском направлении, а затем — в Городокской наступательной операции и обороне города Невель.
В апреле 1944 года генерал-майор Дьяконов направлен на учёбу на ускоренный курс при Высшей военной академии имени К. Е. Ворошилова. После окончания академии 27 марта 1945 года он был назначен на должность командира 56-го стрелкового корпуса (16-я армия, 2-й Дальневосточный фронт). Корпус размещался на острове Сахалин вдоль советско-японской границы.
В ходе советско-японской войны корпус под командованием Дьяконова во взаимодействии с Северной Тихоокеанской военной флотилией сыграл основную роль в Южно-Сахалинской наступательной операции. С 11 по 17 августа корпус вёл боевые действия по прорыву Котонского (Харамитогского) укреплённого района, сочетая штурмовые действия с глубоким обходом японской обороны по горно-таёжной местности. В итоге японский гарнизон укрепрайона понёс большие потери, а его остатки капитулировали. Затем передовые подвижные отряды корпуса устремились на юг Сахалина и освободили города Сиритору, Отиай, Тойохара. За эту операцию А. А. Дьяконов был награждён орденом Суворова 2-й степени, а также 8 сентября 1945 года ему присвоено воинское звание «генерал-лейтенант».

## Послевоенная карьера

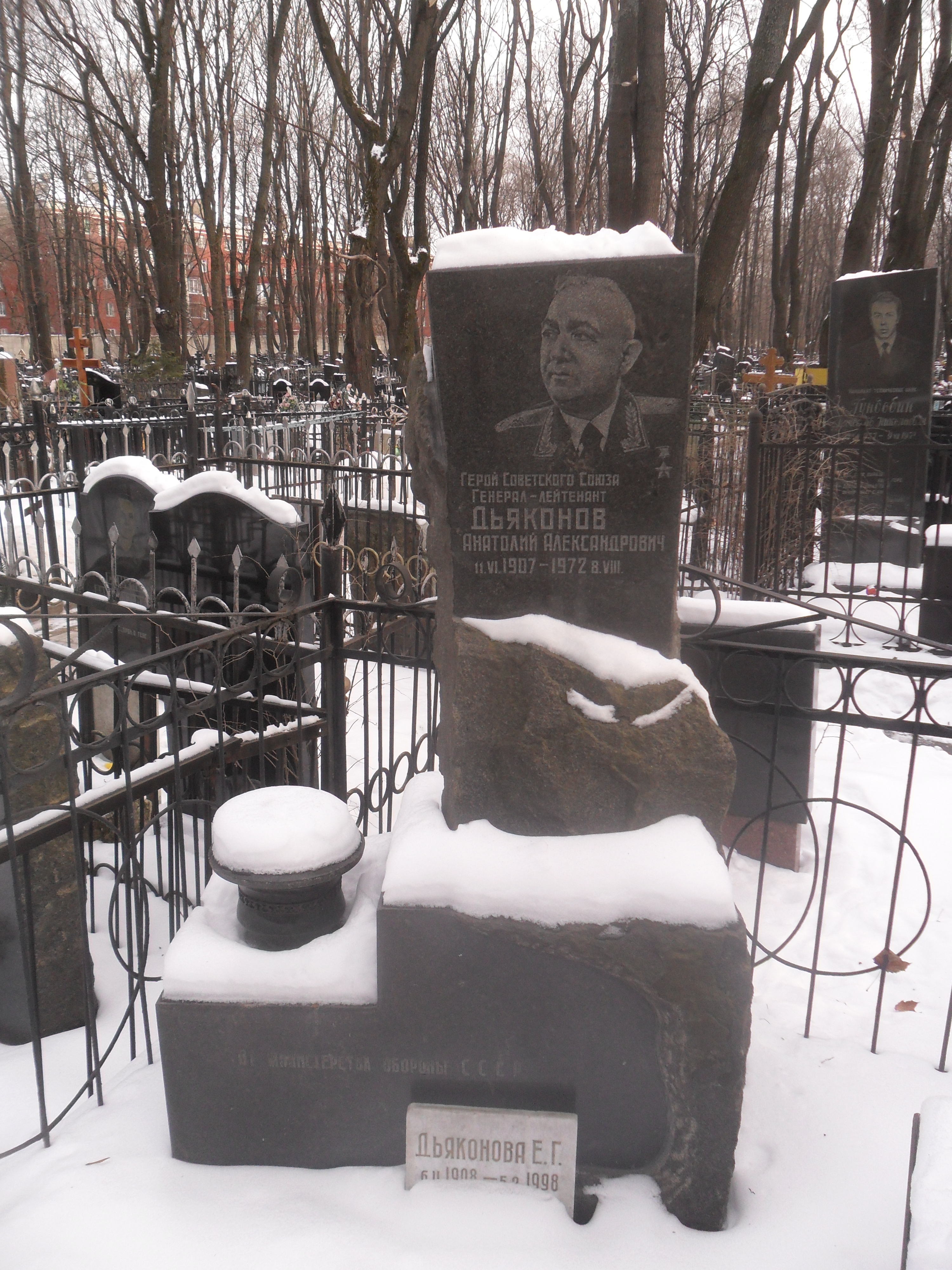
Могила генерал-лейтенанта А. А. Дьяконова на Введенском кладбище

После окончания войны продолжил командовать корпусом в составе Дальневосточного военного округа. В декабре 1947 года направлен на учёбу на основной курс Высшей военной академии имени К. Е. Ворошилова, которую в декабре 1949 года окончил с отличием и золотой медалью.
В феврале 1950 года назначен на должность командира 8-го гвардейского воздушно-десантного корпуса, в марте 1951 года — на должность первого заместителя командующего Отдельной гвардейской воздушно-десантной армией, в мае 1953 года — на должность заместителя командующего Воздушно-десантными войсками Советской Армии, а в июне 1955 года — на должность генерала-инспектора Инспекции ВДВ Главной инспекции Министерства обороны СССР.
В июле 1956 года был направлен в командировку в КНДР, где назначен на должность старшего военного советника командующего и начальника штаба Корейской народной армии, а в мае 1957 года — на должность военного атташе при посольстве СССР в КНДР и руководителем группы советских военных специалистов в КНДР.
В феврале 1959 года после возвращения из командировки назначен на должность помощника командующего войсками Московского военного округа по военно-учебным заведениям, а с января 1961 года — на должность начальника отдела вузов штаба этого округа.
В августе 1963 года вышел в отставку в звании генерал-лейтенанта. Умер 8 августа 1972 года в Москве. Похоронен на Введенском кладбище (29 уч.).

## Награды
- Медаль «Золотая Звезда» Героя Советского Союза (№ 302; 21.03.1940[5])
- Два ордена Ленина (21.03.1940, 3.11.1953)
- Два ордена Красного Знамени (22.09.1943[6], 20.06.1949)
- Два ордена Суворова 2 степени (8.02.1943, 27.08.1945[7])
- Орден Красной Звезды (3.11.1944)
- Медали
- Почётный гражданин города Великие Луки (8.05.1965[8])

## Труды
- Дьяконов А. А. Генерал Пуркаев. — Саранск: Мордовское государственное издательство, 1971. — 148 с.

## Память
- 28 сентября 1972 года Великолукский горисполком переименовал Онежскую улицу в улицу имени Дьяконова. На ней на доме № 19 была установлена мемориальная доска. В 1980-х годах мемориальная доска была перенесена на новое место и установлена на доме № 17/13 по улице Дьяконова.
- В 1982 году его именем названа улица в городе Аниве Сахалинской области, в 2021 году — улица в городе Химки, Московской области.